# Ołeksandr Kolcow
Ołeksandr Serafimowycz Kolcow, ukr. Олександр Серафимович Кольцов, ros. Александр Серафимович Кольцов, Aleksandr Sierafimowicz Kolcow (ur. 1 stycznia 1934, zm. 15 lutego 2006) – ukraiński piłkarz, grający na pozycji obrońcy lub pomocnika, trener piłkarski.

## Kariera piłkarska

### Kariera klubowa
Wychowanek klubu Chimik Łysyczańsk. W 1953 rozpoczął karierę piłkarską w klubie Dynamo Kijów. W latach 1959–1960 bronił barw Szachtara Stalino. Potem występował w drugoligowych klubach Kołhospnyk Równe i Awanhard Tarnopol. W 1964 roku zakończył karierę piłkarską w Karpatach Lwów.

## Kariera trenerska
Po zakończeniu kariery piłkarskiej rozpoczął pracę szkoleniową. W 1972 pomagał trenować Spartak Iwano-Frankiwsk, a w 1974 prowadził samodzielnie ten klub.

## Sukcesy i odznaczenia

### Sukcesy trenerskie
- zdobywca Pucharu ZSRR: 1954 (z Dynamem Kijów)

### Odznaczenia
- tytuł Mistrza Sportu ZSRR